# Cúp Liên đoàn bóng đá Phần Lan 2012
 Cúp Liên đoàn bóng đá Phần Lan 2012 là mùa giải thứ 16 của Cúp Liên đoàn bóng đá Phần Lan, giải đấu cúp bóng đá danh giá thứ hai tại Phần Lan. FC Honka là đương kim vô địch, vừa đoạt cúp vô địch thứ hai mùa trước.
Giải đấu cúp chia thành hai giai đoạn. Đầu tiên là vòng bảng với việc 12 đội bóng Veikkausliiga chia thành ba bảng. Hai đội xuất sắc nhất mỗi bảng và hai đội xếp thứ ba có thành tích tốt nhất bước vào vòng đấu loại trực tiếp – tứ kết, bán kết và chung kết.

## Vòng bảng
Mỗi đội thi đấu với các đội khác hai lượt, cả trên sân nhà và sân khách. Các trận đấu diễn ra từ 13 tháng Một đến 17 tháng 3 năm 2012.

### Bảng 1
| XH | Đội           | Tr | T | H | T | BT | BB | HS | Đ  | Thành tích đối đầu      |
| -- | ------------- | -- | - | - | - | -- | -- | -- | -- | ----------------------- |
| 1  | TPS (A)       | 6  | 5 | 0 | 1 | 11 | 3  | +8 | 15 |                         |
| 2  | FC Inter (A)  | 6  | 4 | 0 | 2 | 11 | 3  | +8 | 12 |                         |
| 3  | Haka          | 6  | 1 | 1 | 4 | 3  | 10 | −7 | 4  | MAR 0–1 HAK HAK 2–2 MAR |
| 4  | IFK Mariehamn | 6  | 1 | 1 | 4 | 5  | 14 | −9 | 4  | MAR 0–1 HAK HAK 2–2 MAR |

| S.nhà ╲ S.khách | INT | TPS | MAR | HAK |
| FC Inter        |     | 0–1 | 5–0 | 2–0 |
| TPS             | 2–0 |     | 3–0 | 1–0 |
| IFK Mariehamn   | 0–3 | 3–0 |     | 0–1 |
| Haka            | 0–1 | 0–4 | 2–2 |     |

### Bảng 2
| XH | Đội          | Tr | T | H | T | BT | BB | HS | Đ  |
| -- | ------------ | -- | - | - | - | -- | -- | -- | -- |
| 1  | FC Honka (A) | 6  | 4 | 1 | 1 | 15 | 6  | +9 | 13 |
| 2  | HJK (A)      | 6  | 3 | 0 | 3 | 10 | 12 | −2 | 9  |
| 3  | MYPA (A)     | 6  | 2 | 1 | 3 | 7  | 11 | −4 | 7  |
| 4  | FC Lahti     | 6  | 1 | 2 | 3 | 9  | 12 | −3 | 5  |

| S.nhà ╲ S.khách | HJK | HON | MYP | LAH |
| HJK             |     | 0–2 | 4–0 | 3–2 |
| FC Honka        | 4–0 |     | 2–1 | 4–1 |
| MYPA            | 3–1 | 2–1 |     | 1–1 |
| FC Lahti        | 1–2 | 2–2 | 2–0 |     |

### Bảng 3
| XH | Đội         | Tr | T | H | T | BT | BB | HS | Đ  | Thành tích đối đầu      |
| -- | ----------- | -- | - | - | - | -- | -- | -- | -- | ----------------------- |
| 1  | FF Jaro (A) | 6  | 3 | 1 | 2 | 7  | 6  | +1 | 10 |                         |
| 2  | KuPS (A)    | 6  | 2 | 3 | 1 | 7  | 7  | 0  | 9  |                         |
| 3  | VPS (A)     | 6  | 2 | 1 | 3 | 7  | 7  | 0  | 7  | JJK 2–4 VPS VPS 1–2 JJK |
| 4  | JJK         | 6  | 2 | 1 | 3 | 10 | 11 | −1 | 7  | JJK 2–4 VPS VPS 1–2 JJK |

| S.nhà ╲ S.khách | JAR | VPS | KPS | JJK |
| FF Jaro         |     | 1–0 | 2–2 | 3–2 |
| VPS             | 1–0 |     | 0–1 | 1–2 |
| KuPS            | 1–0 | 1–1 |     | 1–3 |
| JJK             | 0–1 | 2–4 | 1–1 |     |

## Vòng loại cho đội xếp thứ ba
Cuối vòng bảng, thành tích các đội bóng xếp thứ ba được so sánh với nhau. Hai đội xếp thứ ba có thành tích tốt nhất sẽ vào vòng tứ kết.
| XH | Đội  | Tr | T | H | T | BT | BB | HS | Đ |
| -- | ---- | -- | - | - | - | -- | -- | -- | - |
| 1  | VPS  | 6  | 2 | 1 | 3 | 7  | 7  | 0  | 7 |
| 2  | MYPA | 6  | 2 | 1 | 3 | 7  | 11 | −4 | 7 |
| 3  | Haka | 6  | 1 | 1 | 4 | 3  | 10 | −7 | 4 |

Cập nhật đến 17 tháng 3 năm 2012
Nguồn: veikkausliiga.com
Quy tắc xếp hạng: 1. Điểm; 2. Hiệu số bàn thắng; 3. Số bàn thắng.
(VĐ) = Vô địch; (XH) = Xuống hạng; (LH) = Lên hạng; (O) = Thắng trận Play-off; (A) = Lọt vào vòng sau. 
Chỉ được áp dụng khi mùa giải chưa kết thúc: 
(Q) = Lọt vào vòng đấu cụ thể của giải đấu đã nêu; (TQ) = Giành vé dự giải đấu, nhưng chưa tới vòng đấu đã nêu.

## Vòng đấu loại trực tiếp

### Tứ kết
| TPS                                                     | 4 – 0 | MYPA |
| ------------------------------------------------------- | ----- | ---- |
| Ristola 5' · Pennanen 39' · Ääritalo 59' · Hyyrynen 87' |       |      |

| FC Honka | 0 – 1 | VPS        |
| -------- | ----- | ---------- |
|          |       | Fowler 15' |

| FF Jaro               | 2 – 3 | FC Inter                                     |
| --------------------- | ----- | -------------------------------------------- |
| Aalto 5' · Skrabb 58' |       | Lehtonen 19' · Paajanen 52' · Sirbiladze 56' |

| HJK                     | 2 – 1 | KuPS    |
| ----------------------- | ----- | ------- |
| Sadik 32' · Okkonen 60' |       | Ilo 78' |

### Bán kết
| TPS               | 2 – 0 | VPS |
| ----------------- | ----- | --- |
| Ääritalo 49', 65' |       |     |

| FC Inter                     | 2 – 2 | HJK                      |
| ---------------------------- | ----- | ------------------------ |
| Bouwman 49' · Sirbiladze 85' |       | Perovuo 57' · Pelvas 59' |
| Loạt sút luân lưu            |       |                          |
|                              | 3 – 4 |                          |

### Chung kết
| TPS                                     | 1 – 1 | HJK                                     |
| --------------------------------------- | ----- | --------------------------------------- |
| Lähde 44'                               |       | Pohjanpalo 49'                          |
| Loạt sút luân lưu                       |       |                                         |
| Pennanen · Kolehmainen · Nyberg · Lähde | 4 – 2 | Zeneli · Pohjanpalo · Pelvas · Kansikas |